# Jürgen Morche
Jürgen Morche (* 1955 in Darmstadt) ist ein deutscher Schauspieler, Regisseur und Produzent.

## Werdegang
Morche studierte darstellende Kunst an der Folkwang Hochschule Essen. Engagements u. a. am Deutschen Theater in Göttingen, Theatermanufaktur Berlin, Landestheater Neuss, Musiktheater Gelsenkirchen. Mehrere Tourneen, mit unterschiedlichen Tourneeunternehmen, dabei etliche Tourneen mit Doris Kunstmann. Mehrere Freilichttheater-Engagements (Bad Hersfelder Festspiele, Hersfeld-Preis 1985), Feuchtwangen, Heppenheim, Schlossfestspiele Neersen, Fernseh- und Filmarbeiten national und international (Gold Medal for Mini Drama Series mit We Are Seven). Regisseur von Mittsommernachts-Sex.Komödie in Neersen und Linie 1 als Europa-Tournee. Produzent von Der kleine Horrorladen, Das Weiße Rössl, Line 1, u. a. Gründete den Straubinger Musical Winter. Leitet seit über 20 Jahren die Schaumburger Bühne, inszeniert dort überwiegend Komödien. Arbeitet derzeit als Regisseur und Schauspieler.

## Auszeichnungen
- 1985: Hersfeld-Preis[1]

## Filmografie

### Filme
- 1984: Wenn ich dich nicht hätte
- 1990: Umetni raj (Artifical Paradise/Das künstliche Paradies, Viba Film Slovenia) wurde 1990 bei den Filmfestspielen in Cannes vorgestellt
- 2000: Hotel Elfie

### Serien
- 1989: Wir sind sieben / We are seven, HTV Wales / TV 60
- 1989 ff: Großstadtrevier
- 1995: Faust
- 1995–1998: Tatort (Fernsehreihe)
  - 1995: Tod eines Polizisten
  - 1998: Schüsse auf der Autobahn
- 2000: St. Angela